# Mount Feola
Mount Feola ist ein 1800 m hoher Berg im ostantarktischen Viktorialand. In der Asgard Range ragt er 2,1 km westnordwestlich des Mount Newall am Kopfende des Denton-Gletschers auf.
Das Advisory Committee on Antarctic Names benannte ihn 1997 nach Samuel D. Feola, Hubschrauberpilot der Flugstaffel VXE-6 der United States Navy bei Flügen in die Antarktischen Trockentäler von 1976 bis 1977 sowie ab 1990 Leiter der Logistik im antarktischen Polarpgrogramm der National Science Foundation.